# Ремезова, Татьяна Николаевна
Татьяна Николаевна Ремезова (род. 18 июля 1981, Саратов) — российская телеведущая и журналистка. Ведёт информационную программу «Вести» на телеканале «Россия»

## Биография
Телеведущая Татьяна Ремезова родилась 18 ноября 1981 года в Саратове. Получила высшее образование по специальности «Мировая экономика» в СГСЭУ, а затем степень магистра международных отношений в Европейском учебном институте МГИМО (У) МИД. Сначала работала ведущей информационных выпусков телеканалов НСТ-Саратов и ГТРК — Саратов, с 2010 г. — в составе коллектива «Вестей».

## Профессиональная деятельность
С 2004 года — ведущая утреннего информационного канала «Столица — Западный Округ» (Москва).
С 2005 по 2006 год — ведущая информационных выпусков «Новости содружества» МГТРК «Мир».
С 2007 по 2008 год — ведущая международных программ «Мир Сегодня», «Мир за неделю» на телеканале РБК-ТВ.
С 2008 года — ведущая новостей экономики телеканалов «Россия-1» и «Россия-24».
С 2010 года — ведущая программы «Вести» телеканала «Россия-1», в 20:00 в паре с Эрнестом Мацкявичюсом (до 2015 года); в 11:00, в 14:00, в 17:00 (в 16:00) в летнее, осеннее, зимнее и весеннее время (с 2015 года). Экономический и политический обозреватель программ «Вести» и «Вести недели».
С 2010 года — ведущая ежегодной программы «Прямая линия с Владимиром Путиным».
C 2020 года — ведущая и автор сценария Международного музыкального фестиваля «Дорога на Ялту».

## Фильмография
- «Одна команда. Одна страна» (2021) — автор и ведущая документального фильма о Сборной России по футболу к Чемпионату Европы по футболу 2020[1].

## Награды
- Медаль ордена «За заслуги перед Отечеством» II степени.
- Благодарность Правительства Российской Федерации (3 марта 2012 года) — за активное участие в освещении деятельности Председателя Правительства Российской Федерации[2].
- Благодарность Правительства Российской Федерации (31 марта 2010 года) — за активное участие в освещении деятельности Председателя Правительства Российской Федерации[3].